# Marie von Ebner-Eschenbach
Marie Freifrau von Ebner-Eschenbach (rojena Marie Dubsky), avstrijska pisateljica, borka za socialne pravice in enakopravnost žensk, * 13. september 1830, grad Zdislawitz, Moravska, † 12. marec 1916, Dunaj.

## Življenje in delo

### Mladost
Njeno zgodnje otroštvo je bilo zaznamovano s smrtjo matere kmalu po porodu, sedem let kasneje še mačehe Evgenije Bartenstein, do katere je imela Marie zelo topel odnos. Njena naslednja mačeha grofica Ksaverina Kolowrat-Krakowsky je odkrila njen pisateljski talent in jo podpirala. 
Poletja je Marie preživljala na gradu Zdislawitz s svojo družino, pozimi je prebivala na Dunaju. Pri njeni vzgoji je sodelovalo veliko ljudi, babica po materini strani, po očetovi strani teta Helena, obe mačehi, češke dekle in hišne guvernante. Marie je tekoče govorila nemško, češko in francosko.

### Življenje po poroki
Leta 1848, z 18 leti, se je poročila s 15 let starejšim bratrancem Moritzem von Ebner-Eschenbachom, sinom tete Helene. Moritz je bil izobražen in kulturen človek, ki je svojo soprogo podpiral v njeni pisateljski strasti. Bil je tudi profesor in eden izmed ustanoviteljev Dunajske akademije za fiziko in kemijo, pozneje pa je postal terenski maršal drugi poročnik in član vojaške akademije. Marie in Moritz nista imela otrok.

### Razcvet na Dunaju
Njeno prvo delo je bilo objavljeno že leta 1858, popolnoma se je literarnemu ustvarjanju predla šele v letih po selitvi na Dunaj, kjer se izšolala za urarko in objavila delo z naslovom Urarka Lotti. 
Do leta 1876 je pisala izključno drame, za kar so jo navdušila dela Friedricha Schillerja. Kljub trudu na njena dela ni bilo pravega odziva, zato je 1876. sklenila, da se preskusi še v prozi. Prvi kratki roman z naslovom Božena, ki je izšel v časopisu Deutsche Rundschau, je med bralci takoj zbudil veliko zanimanje. Dokončno se je uveljavila po letu 1880.
Njeno najbolj znano delo je novela Krambabuli, ki je izšla leta 1883 v zbirki Zgodbe iz vasi in gradu. Delo govori o psu po imenu Krambabuli, ki je ujet med dva gospodarja (bivšega in sedanjega), ko se le ta spopadeta, se mora revež odločiti, komu bo izkazal zvestobo. 
Marie von Ebner-Eschenbach je bila tudi borka za socialne pravice in enakopravnost žensk. Zavzemala se je za aktivno delovanje žensk. Pisateljevanja se je bolj kot iz finančne potrebe lotevala iz idealizma, saj je verjela, da lahko njena dela spremenijo nekatera prepričanja tedanje družbe ter iz didaktičnih namenov. 
Po letu 1890 je razvila dramatičen način pisanja z uporabo dialogov v novelah. 

### Odlikovanja
Leta 1898 je prejela najvišje častno civilno odlikovanje Avstro-Ogrske Ehrenkreuz für Kunst und Literatur (Častni križ za umetnost in literaturo). Leta 1900 je kot prva ženska prejela naziv častne doktorice Univerze na Dunaju. Po smrti so ji na Dunaju na pobudo Univerze postavili spominsko ploščo, po njej so poimenovali tudi park v nekem predelu Dunaja.

## Nekatera dela
- 1858 - 6 epistol, ki jih ni napisal prerok
- 1876 - Božena
- 1880 - Urarka Lotti
- 1880 - Aforizmi
- zbirka Zgodbe iz vasi in gradu
  - 1883  - novela Krambabuli